# Diglotta legneri
Diglotta legneri is een keversoort uit de familie van de kortschildkevers (Staphylinidae). De wetenschappelijke naam van de soort is voor het eerst geldig gepubliceerd in 1979 door Moore & Orth.